# Acacia bracteolata
Acacia bracteolata é uma espécie de leguminosa do gênero Acacia, pertencente à família Fabaceae.